# 常滑焼

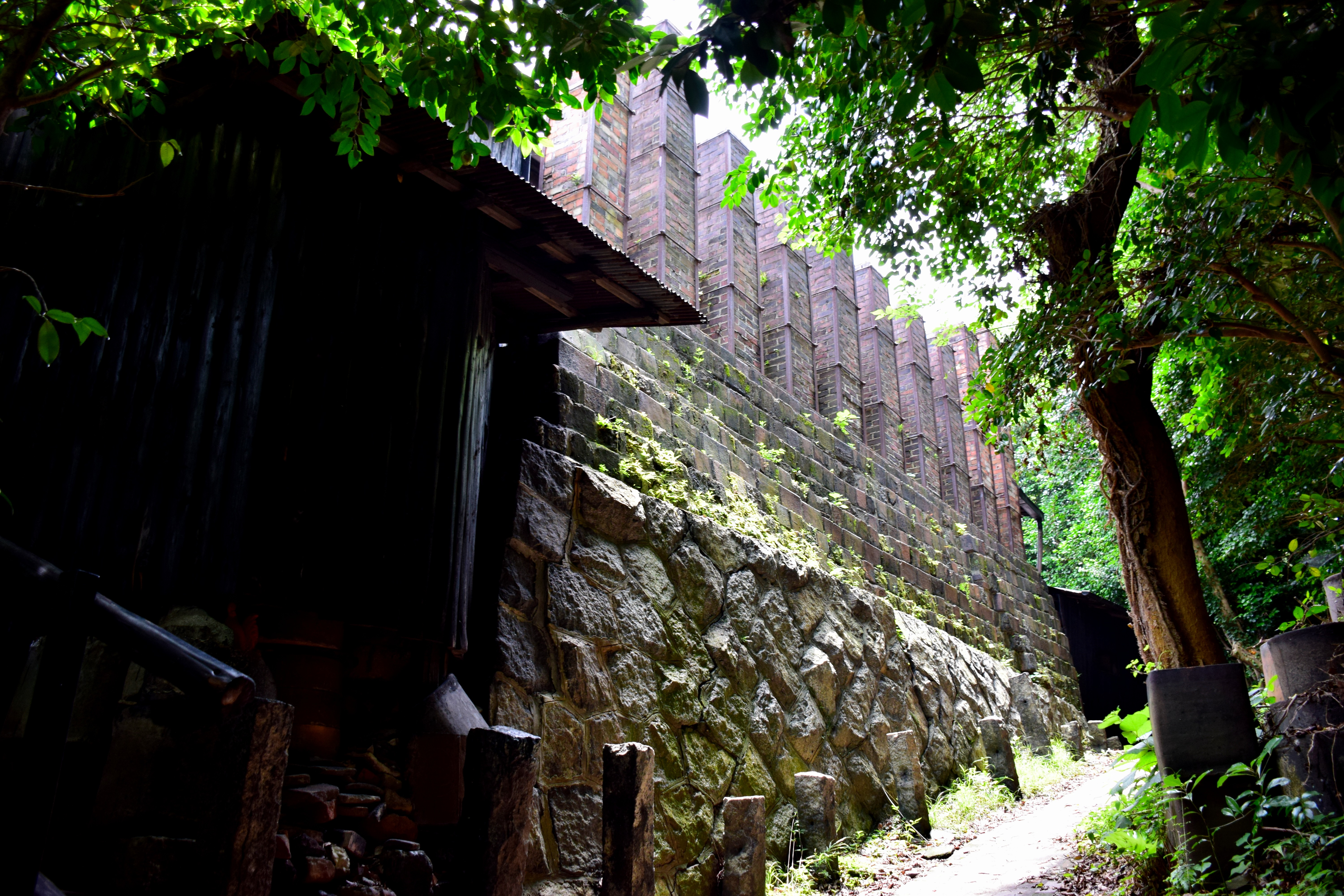
愛知県常滑市栄町の窯業施設

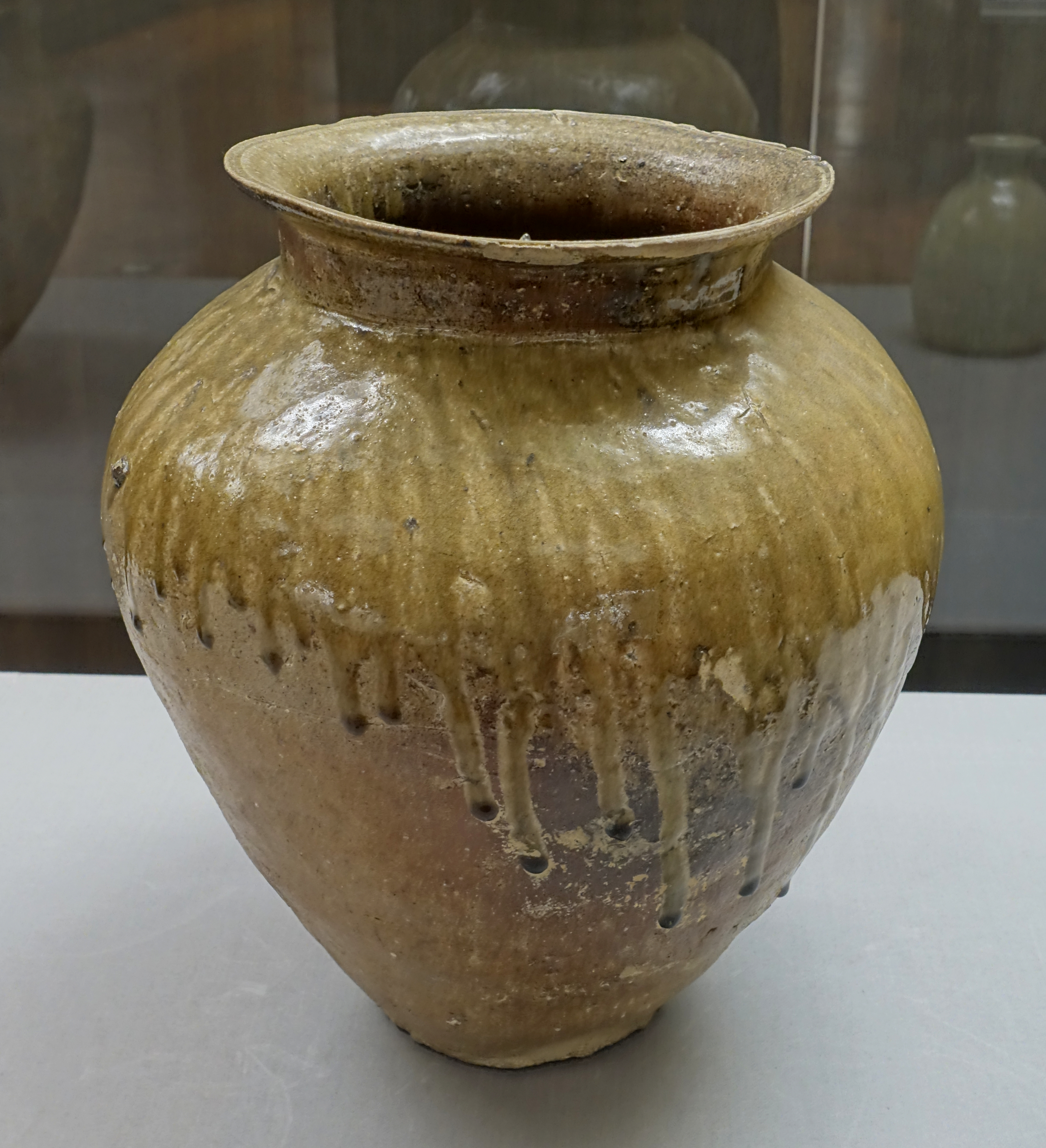
常滑灰釉壺 平安時代 個人蔵
重要文化財

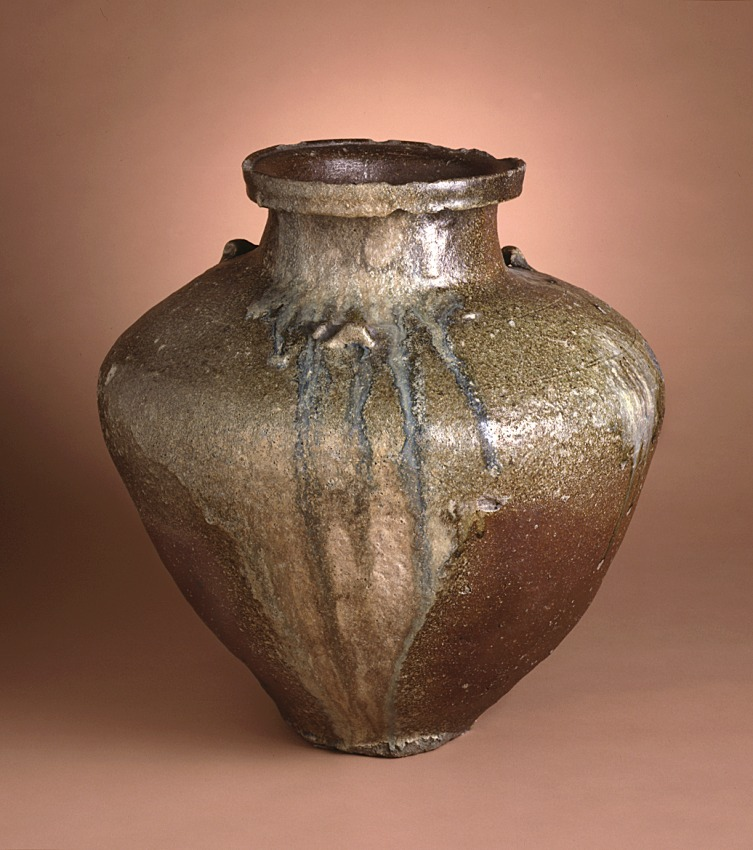
常滑壺 ロサンジェルス・カウンティ美術館蔵

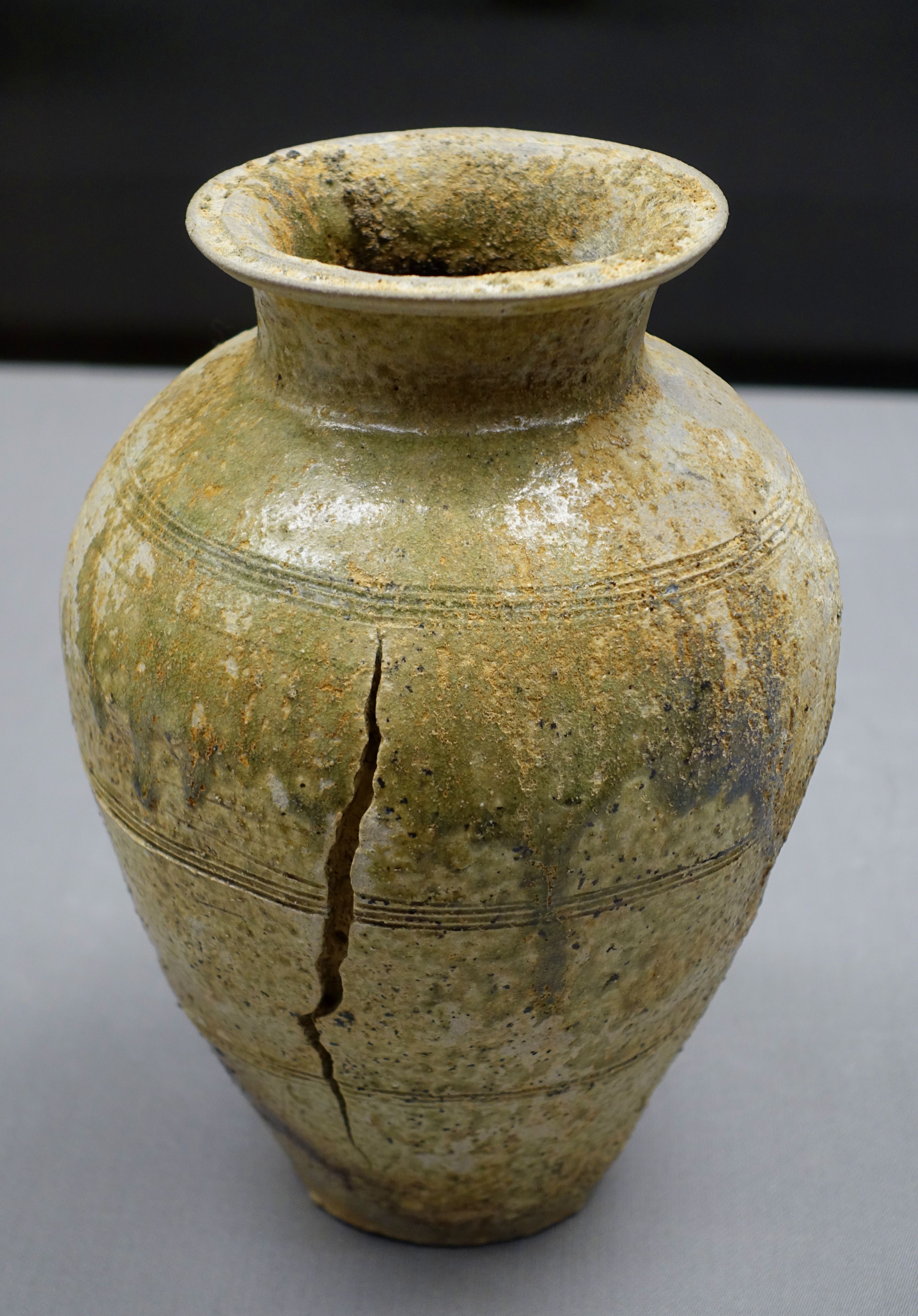
自然釉三筋壺　平安時代 12世紀 東京国立博物館蔵

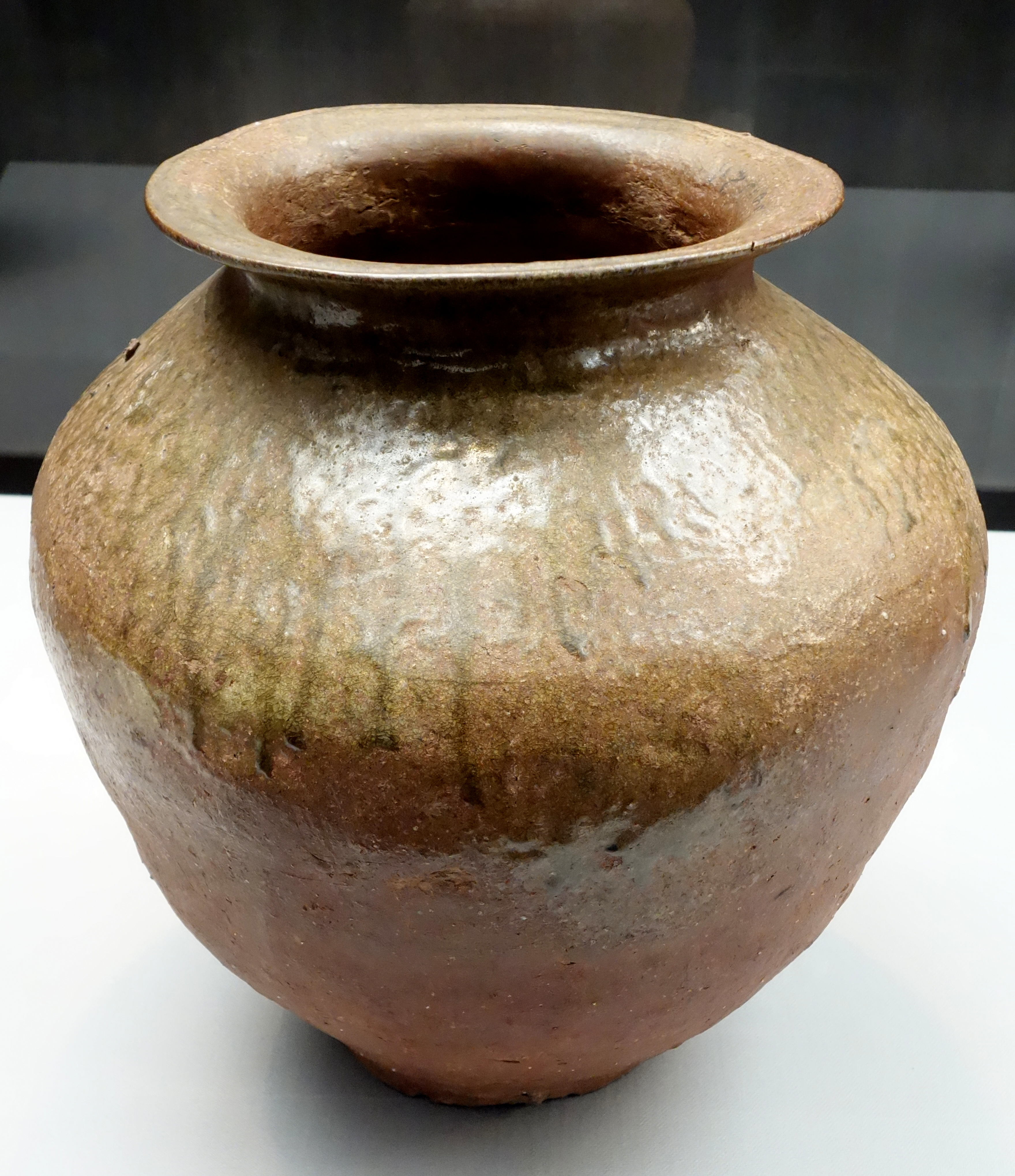
自然釉壺 三重県伊勢市二見町溝口出土　平安時代 12世紀 東京国立博物館蔵

常滑焼（とこなめやき）は、愛知県常滑市を中心とし、その周辺を含む知多半島内で焼かれる炻器。日本六古窯の一つ。
2017年（平成29年）4月29日、常滑焼は、瀬戸焼（愛知県瀬戸市）、越前焼（福井県越前町）、丹波立杭焼（兵庫県丹波篠山市）、備前焼（岡山県備前市）、信楽焼（滋賀県甲賀市）、とともに、日本六古窯として日本遺産に認定された（日本六古窯 公式Webサイト）。

## 中世の常滑焼
平安時代末期（12世紀前半）、猿投窯南部の灰釉陶器窯（およびその系譜に連なる山茶碗窯）の南下に伴い形成された知多半島古窯跡群を母体とするが、灰釉陶器の伝統にはない大型の甕や壺を新たに主要な器種として創造することで瓷器系中世陶器の主要生産地となった。中世の常滑焼の窯跡は1,000基以上で数千基に及ぶとされるが、その実数は不明。過去の学説では最高10,000基というものがあるが、根拠は不明瞭といわねばならない。
平安時代末期の製品は素朴な中にも王朝文化の名残を感じさせる優美さを持ち、経塚などの仏教遺跡で用いられる事例が少なからずあり、さらに奥州平泉の遺跡群で大量につかわれていたことが判明している。
鎌倉時代には素朴で力強い壺、甕などが生産され鎌倉では、おびただしい量の壺・甕・鉢が消費されていることが鎌倉遺跡群の発掘調査で判明している。そして、平安時代末期以来、広く太平洋沿岸を中心として流通していたが、鎌倉時代になると、さらにその流通圏は拡大・充実している。瀬戸内地方の広島県福山市に所在する草戸千軒町遺跡は、備前焼の生産地に近い立地ながら、鎌倉時代の常滑焼が数多く出土しており、そこからも、この時期の常滑焼の流通のあり方が窺われる。
その数数千基とも言われる中世窯は、広く知多半島の丘陵部傾斜面に掘られた地下窖窯（ちかしきあながま）で、その大半は平安時代末期から南北朝期までの期間におさまっている。なお、中世常滑焼を代表する大型貯蔵具の生産は、常滑地域を中心とする半島中部の窯で行われることが多く、半島の北部や南部では、灰釉陶器に由来する山茶碗・小碗・小皿などを中心とした生産が行われている。
室町時代になると半島全域に広く分布していた窯は旧常滑町周辺に集まり、しかも集落に近接した丘陵斜面に築かれるようになる。この段階では碗・皿類の生産は行わず、壺・甕・鉢の生産に特化している。また、室町期のある段階で半地上式の大窯に窯の構造が転換している。そして、その大窯は江戸時代の常滑焼を焼いた窯でもあり、別に鉄砲窯とも呼ばれた。古美術の分野で「古常滑」と呼ばれるものは、多く窖窯で焼かれた製品を指しているが、その区分はかならずしも明確ではなく大窯製品をも古常滑の中に入れる場合も少なくない。

## 禁窯令と常滑焼
戦国時代、織田信長が瀬戸の陶器生産を保護するために天正2年「禁窯令」を出したことで常滑の陶器生産も一旦終焉を迎えたとする説がある。その初出は昭和10年代に刊行の旧『愛知県史』で、昭和49年刊の『常滑窯業誌』でも採用されている。しかし、この説に対して赤羽一郎は1983年（昭和58年）の著書『常滑』で「禁窯令」の根拠とされる朱印状の文面は、焼き物生産すべてを禁止したのではなく瀬戸風の焼き物を他所で焼くことを禁じたと解釈すべきであること。常滑の窯の数の急減と市街地への集約は、天正期よりはるか以前に起こった現象であること、そして、天正期に生産された可能性の高い常滑焼は、中世城館跡などから少なからず出土していること、さらには瀬戸と競合関係にあるのは常滑ではなく、生産内容が類似する美濃焼であるべきで、実際15世紀から16世紀にかけて瀬戸の技術が美濃に流入している現象があるなどの理由をあげて、その「禁窯令」の常滑への影響を否定している。その後の日本各地の発掘調査によっても天正初期の極端な生産減少を認めることはできない。

## 近世の常滑焼
江戸時代、常滑村・瀬木村・北条村の三か村で焼かれる焼き物を常滑焼と総称した。なかでも北条村に最も窯が多く、元禄七年の窯改めで常滑・瀬木が2基ずつであるのに対し、北条は8基である。その後、北条は享保年間に10基、天明年間に8基、そして、江戸末期の天保年間に11基である。常滑村と瀬木村については、その後の記録がないが江戸末期に1から2基の増加があった程度と推測される程度である。
近世常滑焼では高温で焼き締めた真焼（まやけ）物と素焼き状の赤物（あかもの）と呼ばれる製品群がある。真焼物は甕・壺を中心とするが、江戸後期になると茶器や酒器などの小細工物と呼ばれる陶芸品も登場する。一方、赤物は素焼きの甕や壺のほか蛸壺や火消壺、竈、火鉢などが中心となるが、江戸末期には土樋（どひ）とよばれる土管が赤物として登場してくる。土管で下水道を作ろううとしている
尾張藩侯の七・八代のころに北条村の渡辺弥平は、その命を受けて茶器・酒缶・花瓶などを作って上納したところ、いずれも賞玩され、それらが無名であることから元功斎の名を賜り、以後、作品に元功斎と記入することになったとされる。その後、常滑でも伊奈長三郎、上村白鴎、赤井陶然などの名工が出て茶器や酒器などに技を振るった。また、文政年間に稲葉高道（庄左衛門）は遠州秋葉山に参り、そこで伝来の「足利家同朋巽阿弥秘蔵　茶器三百五拾一品之内　茶瓶四拾三品」とある古写本を譲り受けて帰り、常滑で初めて急須を作ったとされる。また、杉江寿門堂（安平）は、安政元年に常滑の医者で急須の収集家でもあった平野忠司の指導を受けつつ、中国の茶壺の素材に近い朱泥を創出することに成功した。
常滑に連房式登窯が導入されるのは天保年間のこととされる。同じ天保年間に二代伊奈長三は板山土と呼ばれる白泥焼の原料を見出し、この土に乾燥させたジュズモ（海藻）を巻いて焼くことで生まれる火色焼（藻掛け技法）を生み出した。連房式登窯は真焼窯とも呼ばれ窯詰めされたものが、すべて真焼けになるのに対し、従来の大窯では燃焼室寄りに置かれたものは真焼けになるが、奥の煙道よりのものは温度が上がらず赤物になっていた。江戸末期に登り窯が導入された背景には、常滑においても各種の小細工物が量産される状況に至ったことをうかがわせる。この登り窯導入を行ったのは瀬木村の鯉江小三郎（方救）で、その息子の伊三郎（方寿）も協力したといわれる。しかし、年齢を考えると天保年間に方寿が大きく貢献したとはみなしがたい。また、鯉江家は尾張藩の御用を勤めていたとされるが天保11年には尾張藩の御小納戸御用、御焼物師の役を伊三郎（方寿）が勤めている。そして、その「御焼物師　鯉江伊三郎」と銘を入れた壺が煙硝壺として伝存している。同形のもので、梅干壺とされるものもあり、その仕様を書いた安政七年の御掃除方役所が出した古文書もあるが、梅干壺は鯉江の窯で焼いた形跡がない。そして、梅干窯を焼いた窯として松本久右衛門の松本窯が知られている。この窯は流通業で富を得た松本家が陶器生産に参入した結果生まれたものながら、その操業にあたって従来の窯業者との間に大きな摩擦が発生したという記録がある。
2020年（令和2年）、発掘調査によって、奈良県大和郡山市の郡山城の外堀に「暗渠」と呼ばれる排水設備が設置されている事実が発見された。この排水設備は江戸時代（17世紀前半頃）に作られたと推定されており、土管の材料として常滑焼が使用されている可能性が高いと指摘されている。なお、耐久性を向上させるため、短い土管を多数連結した構造となっている。連結部分には漏水防止のため、漆喰が塗られている。約170年間使用され続けてきたことが判明しており、現在の水道管と比較しても耐久性に優れていると評価されている。

## 近代の常滑焼
明治時代になって株仲間のような規制がなくなると新規に陶器生産に参入する家が増えていく。そして、明治の常滑では近代土管という新たな主力製品があり、その生産は従来の窯屋だけでは供給しきれないほど大量の需要があった。土管は英語のEARTHENWARE PIPEの訳語とされる。常滑では江戸末期の赤物に土樋があり、文久年間に鯉江方寿は美濃高須侯の江戸屋敷で上水道用として用いる真焼土樋を作って納めたという記録がある。しかし、近代土管の生産は土樋とは異なる規格化された製品で明治5年、横浜の新埋立地の下水工事に伴う注文が鯉江方寿のもとにもたらされたことに始まる。その設計はお雇い外国人のリチャード・ブラントンであった。はじめ瓦の材質で作られた土管は強度に難があるということで、常滑の真焼甕のように作ることを求められた。この注文は従来の常滑焼の技術だけでは充分に対応できず、鯉江家に出入りしていた大工が発案した木型を用いて作る方法でブラントンの求めた規格通りの製品を納めることができたとされる。その後、鉄道網が整備されると灌漑用水路が線路で分断されるため暗渠の水路を強固な素材で通す必要があり、分厚くて硬く焼き締まった特厚の土管が大量に求められた。また、都市での疫病が大きな問題となるに従い上下水道の分離が求められ、土管の需要は増大する一方であった。こうした状況に鯉江家だけでは生産が追いつかず、鯉江家はその技術を解放して常滑をあげて土管生産に対応するようになっていく。
タイルを中心とする建築陶器の生産は明治末年ころから開始されるが、大正期、フランク・ロイド・ライトの設計になる帝国ホテルに採用されたスクラッチタイルやテラコッタなどを常滑で生産して以降、急速にその生産量が増加していく。帝国ホテルの開館の祝いが催されていた大正12年9月1日、関東大震災が発生したのであった。それまでの近代建築が多く煉瓦積みであったのに対し、帝国ホテルはコンクリートを用いており、震災の影響が見た目にはそれほど大きくなかった。そして、その後の鉄筋コンクリート建築が普及するとともに建築陶器の需要が急速に増大していくことになる。
幕末から常滑焼業界のリーダー的位置に付いた鯉江方寿は明治期に近代土管の量産を軌道に乗せ、さらに輸出用陶磁器の生産にも取り組んだ。しかし、鯉江窯の試作品は高級品志向が強く、本格的に輸出されるようになったのは朱泥龍巻（しゅでいりゅうまき）と総称される製品群であった。明治10年代に試作され20〜30年代に本格的に輸出された朱泥龍巻は北米を主要な市場としていた。朱泥土を用い壺や投入、花瓶などを作り、その表面に石膏型で成型した龍を中心とした薄板状の文様を貼り付けてレリーフ状の装飾としたものが朱泥龍巻であるが、常滑から神戸に送られ、そこでさらに漆や金箔などを用いた加工が施されていた。明治末になると朱泥龍巻は急速に商品価値を失い、大正期には新たに素焼きの生地に漆を塗り、様々な装飾を加えた陶漆器（とうしっき）が輸出品として生産されるようになる。
鯉江方寿の業績として、明治11年に清朝末期の文人で宜興窯の茶器製法を知っていた金士恒という人物を招聘し、常滑の陶工に、その技法を伝習させたというものがある。明治期の常滑の煎茶器生産は、多くの名工によって担われていたが、産業として量産されるような段階には至っていない。それは、大正・昭和戦前期においても同様で植木鉢や火鉢の方が主要な製品であった。
近代の常滑焼は、初め連房式登窯と大窯で焼かれていたが、明治33年に結成された常滑陶器同業組合が明治34年度の事業として取り組んだ倒焔式の石炭窯の試験に成功したことで、石炭窯が急速に普及し、大正・昭和の主役となる。しかし、町中を黒煙で覆った石炭窯も昭和45年「改正大気汚染防止法」のころから重油へと燃料転換が計られ、さらにガス窯や電気窯の普及、そして、量産品はトンネル窯によって焼成されるようになり、その役割を終えていった。

## 現代の常滑焼
平成になると、地場産業再生のための試みの一つとして近在の他産業との融合や協働を展開した。2001年（平成13年）に行われた常滑焼の展示即売会では、名古屋市緑区の伝統産業である有松・鳴海絞りの模様を施した陶磁器を焼いて注目された。有松・鳴海絞りとのタイアップは有松・鳴海絞組合と協議のうえ、常滑焼の作家と有松絞り業者が連携を図ったもので、こうした異業種連携には江戸時代初期の織部焼に絞り文様を施した「鳴海織部」の前例がある。